# Mazzarino (famiglia)

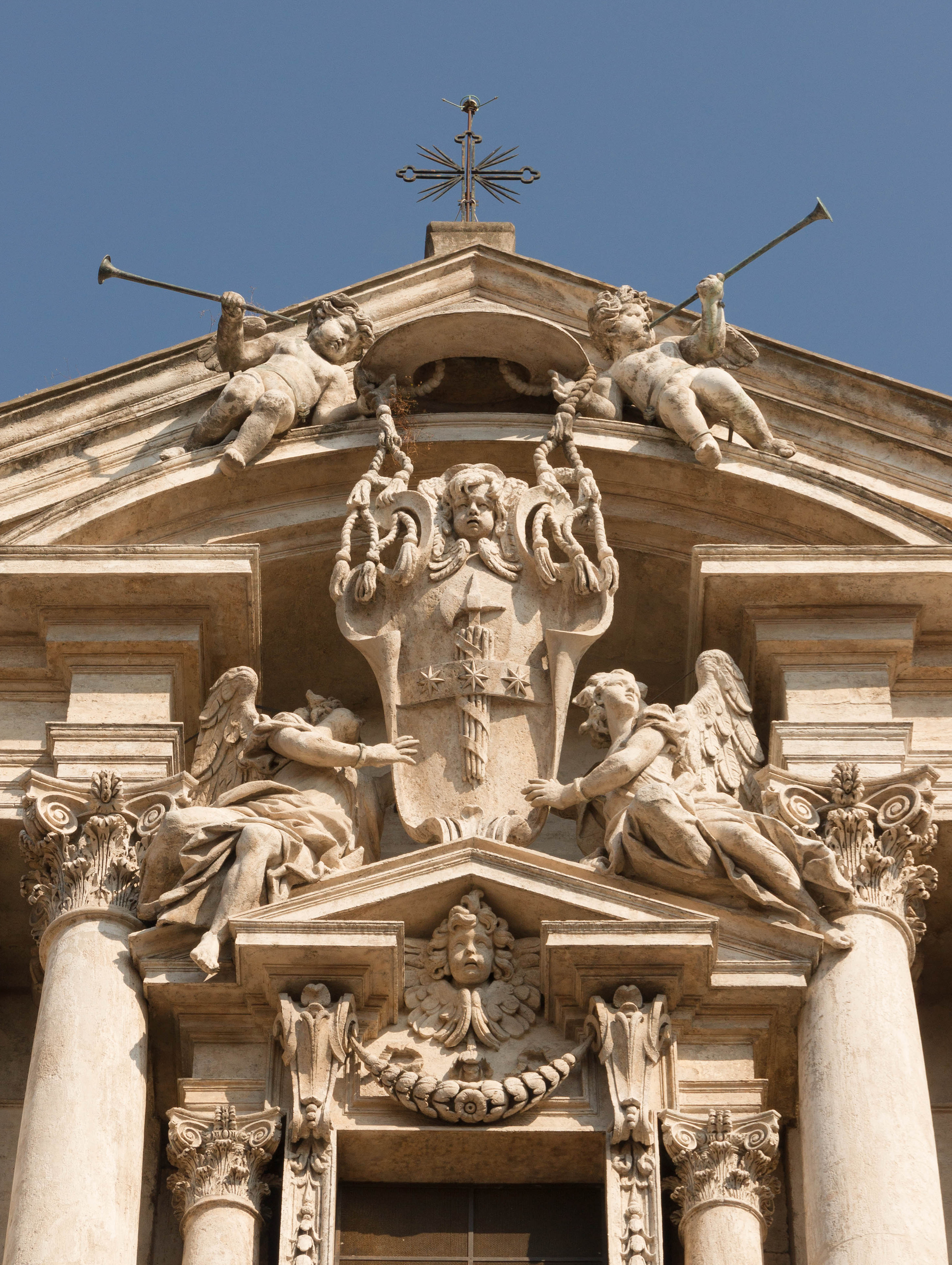
Lo stemma di Casa Mazzarino sul frontone della Chiesa dei Santi Vincenzo e Anastasio a Trevi

La Casata di Mazzarino fu una famiglia nobile siciliana. Questo casato è particolarmente noto per aver dato i natali al potente cardinale Giulio Mazzarino, ministro di Stato di Francia, nonché figura centrale nell'educazione del giovane Re Sole.

## Storia
Filadelfo Mugnos fa derivare la casata dei Mazzarino dalla Reale Casa Normanna di Sicilia sempre vissuti col dominio della terra di Mazzarino, infatti nel 1090 il Gran Conte Ruggero I di Sicilia concesse questa terra a Enrico, fratello della terza moglie Adelaide del Vasto, marchese di Lombardia, il quale nel 1130 fece costruire nella sua terra una chiesetta. Ad Enrico successe Simone, e quindi Manfredi, barone di Mongiolino; a questi successe Giovanni che per primo fu chiamato Mazzarino dal nome del possesso.
I suoi membri furono sempre fedeli agli Aragonesi riportando molti onori, fra essi:
- Marco servì molti anni la Regina Bianca di Navarra, dalla quale ebbe come incarico quello di vicario generale di Sardegna.
- Giovanni, figlio del precedente, andò a Pisa e Firenze e arricchì i posteri con i commerci.
- Girolamo stabilì la sua residenza a Palermo nel Palazzo Mazzarino.
- Pietro, notaio ed intendente di casa Colonna, fu il padre del famoso cardinale Giulio Mazzarino.

La famiglia quindi si estinse nella nobile famiglia Mancini, per il matrimonio di Girolama Mazzarini con il barone Lorenzo Mancini: da loro derivarono i duchi di Nevers e di Rethel.